# Deutsches Jungvolk
La Deutsches Jungvolk in der Hitlerjugend ("giovani tedeschi nella Gioventù hitleriana" in lingua tedesca), spesso abbreviato Deutsches Jungvolk, e anche nota con le sigle DJV e DJ era un'organizzazione della Germania nazista, nata come branca della Gioventù hitleriana composta dai ragazzi la cui età era compresa tra i 10 e i 14 anni. La Deutsches Jungvolk teneva attività all'aperto, sfilate, e attività sportive, e mirava a indottrinare i suoi giovani membri ai principi dell'ideologia nazista. Originariamente facoltativa, l'iscrizione alla Deutsches Jungvolk divenne obbligatoria a partire dal 1939. Nel corso della seconda guerra mondiale, molti ragazzi appartenenti alla Deutsches Jungvolk vennero arruolati tra le file dell'esercito. Nel 1945, anno del termine del conflitto, la Gioventù hitleriana e la Deutsches Jungvolk cessarono di esistere.

## Storia

### Origini

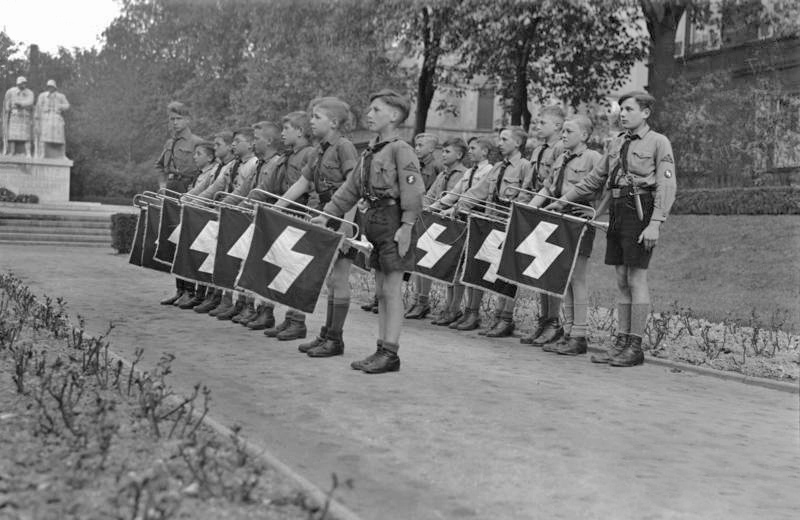
Trombettieri della Deutsches Jungvolk durante un raduno avvenuto a Worms nel 1933.

La Deutsches Jungvolk venne fondata nel 1928 da Kurt Gruber, ed era conosciuta come Jungmannschaften ("squadre giovanili"). In seguito, l'organizzazione venne ribattezzata Knabenschaft e infine Deutsches Jungvolk in der Hitlerjugend nel marzo del 1931.
A seguito dell'emanazione della Legge sulla Gioventù hitleriana il 1º dicembre 1936, i ragazzi potevano essere iscritti all'Ufficio della Gioventù del Reich nel marzo dell'anno in cui avrebbero compiuto i dieci anni; l'iscrizione era consigliata solamente a coloro che erano accettabili in termini di "razza". Sebbene l'entrata nella DJ non fosse originariamente obbligatoria, l'incapacità dei giovani di diventarne parte veniva vista dai loro genitori come una forma di irresponsabilità civile.
I regolamenti per entrare a far parte dell'organizzazione furono inaspriti dal 25 marzo 1939, anno in cui una legge rese obbligatoria l'appartenenza alla Deutsches Jungvolk. Se ciò non avveniva, i genitori dei figli non iscritti venivano multati o arrestati. I ragazzi erano esclusi se erano stati precedentemente giudicati colpevoli di "atti disonorevoli", se ritenuti "non idonei al servizio" per motivi medici, o se ebrei. Le persone di origine polacca o danese che vivevano nel Reich (questo avveniva prima dello scoppio della guerra) potevano richiedere l'esenzione, ma non potevano venire esclusi.

### Seconda guerra mondiale
Nel 1944 la Gioventù hitleriana faceva parte del Volkssturm, una milizia part-time non pagata, e spesso formava compagnie speciali HJ all'interno dei battaglioni Volkssturm. In teoria, il servizio nel Volkssturm, era esclusivamente destinato ai ragazzi che avevano 16 anni o più. Tuttavia i ragazzi molto più giovani, compresi i membri della Jungvolk, spesso si offrivano volontari o venivano costretti a prestare servizio in queste unità; persino unendosi alle cosiddette "squadre di combattimento ravvicinato di carri armati" che avevano il compito di attaccare i veicoli da guerra nemici con armi manuali. Stando a più testimoni, diversi membri della DJ avrebbero preso parte alla battaglia di Berlino dell'aprile del 1945 indossando le loro uniformi. Durante la sua ultima apparizione pubblica, avvenuta il 20 aprile 1945, Hitler premiò con delle croci di ferro diversi difensori di Berlino, tra cui alcuni ragazzi di appena dodici anni.

### Scioglimento
Con la resa della Germania nazista nel 1945, l'organizzazione cessò di esistere. Il 10 ottobre di quell'anno fu messa al bando dalla Commissione alleata di controllo insieme ad altre organizzazioni del partito nazionalsocialista.

## Caratteristiche

### Organizzazione

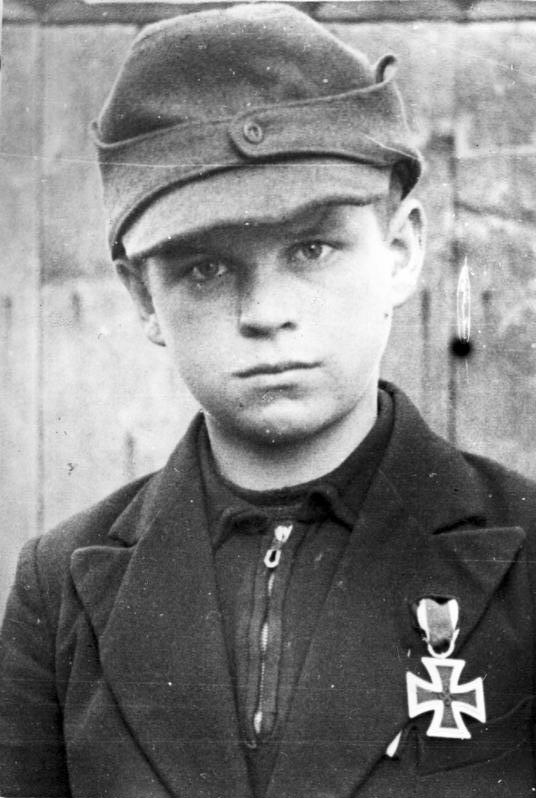
Il dodicenne comandante del plotone Jungvolk Alfred Zech si guadagnò la Croce di Ferro di seconda classe nel 1945 per aver salvato alcuni soldati feriti mentre si trovavano sotto il fuoco nemico.

Le reclute della Deutsches Jungvolk erano chiamate Pimpfen, un termine colloquiale oggi caduto in disuso e che indicava un "piccoletto". I reparti composti da dieci ragazzi della Deutsches Jungvolk erano chiamati Jungenschaft, e ciascuno di essi aveva un leader scelto tra i ragazzi più grandi. Quattro Jugenschaft formavano a loro volta altri reparti chiamati Jungzug.

Le reclute dovevano imparare un giuramento:

### Attività ricreative, militari, e finalità politiche
I programmi della Deutsches Jungvolk (DJ o DJV) e la Gioventù hitleriana (HJ) erano ispirati a quelli delle associazioni scout tedesche e altri gruppi giovanili, che furono poi banditi dal governo nazista tra il 1933 e il 1934. Per la maggior parte dei ragazzi tedeschi, pertanto, il DJ era l'unico modo per partecipare ad attività sportive, campeggi ed attività di escursionismo. Tuttavia, lo scopo principale del DJ era quello di indottrinare i giovani agli ideali del regime. I membri erano infatti obbligati a partecipare alle manifestazioni e alle parate del partito nazista. Con cadenza settimanale, si teneva l'Heimabende, un incontro del mercoledì mirato a indottrinare i giovani. I ragazzi della DJ venivano incoraggiati a informare le autorità se le convinzioni dei loro genitori erano contrarie al dogma nazista.
Una volta che la Germania fu in guerra, la DJ si focalizzò maggiormente sulla preparazione premilitare; entro la fine del 1940, i membri del DJ dovevano essere allenati al tiro al bersaglio con fucili di piccolo calibro, e prendere parte a quelle che prendevano il nome di "manovre sul terreno".
Oltre a occuparsi di formare militarmente i suoi cadetti, la DJ faceva raccogliere rottami, carta, e altri materiali riciclabili destinati allo sforzo bellico, e fungeva da messaggera per conto delle organizzazioni di protezione civile.

### Uniforme ed emblemi
L'uniforme dei membri della DJ era molto simile a quella di coloro che appartenevano alla Gioventù hitleriana, e consisteva in pantaloncini neri, camicia marrone chiara con tasche, fazzoletto nero arrotolato fissato con un fermafazzolettone tenuto nascosto sotto il colletto. Il copricapo originariamente consisteva in un berretto, ma quando questo fu scartato dall'HJ nel 1934, il DJ adottò un berretto laterale con bordini colorati. L'emblema della DJ era una runa Sieg bianca su sfondo nero, che simboleggiava la "vittoria". Questa veniva indossata sull'uniforme sotto forma di un distintivo di stoffa, cucito sulla manica in alto a sinistra della maglia.